# Aa fiebrigii
Aa fiebrigii, vrsta južnoamerčke orhideje koja raste u Boliviji. Opisao ju je njemački taksonomist i botaničar Friedrich Richard Rudolf Schlechter.

## Izori
1. ↑  The Pant List. Inačica izvorne stranice arhivirana 5. rujna 2019. Pristupljeno 6. siječnja 2015. journal zahtijeva |journal= (pomoć)